# Gravettien
Gravettien je kultura mlađega paleolitika nazvana prema nalazištu La Gravette kraj Bayaca na rijeci Dordogni, Francuska. Klasični oblik nastao je i razvio se u zapadnoj Europi, a srodna inačica, tzv. istočni gravettien pojavio se u lesnim područjima središnje i istočne Europe. Karakterizira ju kremeno oruđe sa strmo retuširanim hrptom, tzv. gravetijenski šiljak, koštane izrađevine, često ukrašavane urezivanjem i rezbarenjem, te osobito špiljske gravire i reljefi (Laussel) i ženski kipići, tzv. Venerâ, od kamena, gline, kosti, bjelokosti (Willendorf, Dolní Věstonice, Kostienki, Gagarino).